# Honky Tonk Women
"Honky Tonk Women" är en låt av The Rolling Stones. Låten skrevs av Mick Jagger och Keith Richards under deras semester i Brasilien från slutet av december 1968 till början av januari 1969. Den inspirerades av brasilianska gauchos på ranchen där Jagger och Richards bodde. Låten var från början tänkt som en akustisk countrylåt. En snarlik låt är "Country Honk" (fast den låter mer som Country än Rock) finns med på albumet Let It Bleed, som gavs ut i november 1969. "Country Honk" utgavs emellertid på singel före "Honky Tonk Women" samma år.
"Honky Tonk Women" släpptes som singel den 4 juli 1969 i Storbritannien och i USA den 11 juli 1969.

## Listplaceringar
| Lista (1969)   | Position              |
| -------------- | --------------------- |
| Australien     | 1 (Go Set)            |
| Danmark        | 3 (DR "Top Ti")       |
| Finland        | 5                     |
| Irland         | 1                     |
| Kanada         | 2 (RPM)               |
| Nederländerna  | 4                     |
| Norge          | 2 (VG-lista)          |
| Nya Zeeland    | 1 (NZ Listner)        |
| Schweiz        | 1                     |
| Storbritannien | 1                     |
| Sverige        | 2 (Kvällstoppen)      |
| USA            | 1 (Billboard Hot 100) |
| Vallonien      | 4                     |
| Västtyskland   | 2                     |
| Österrike      | 4                     |